# NGC 4108A
NGC 4108A is een balkspiraalstelsel in het sterrenbeeld Draak. Het hemelobject ligt in de buurt van NGC 4108 en NGC 4108B.

## Synoniemen
- UGC 7088
- MCG 11-15-21
- ZWG 315.13
- PGC 38343